# 鈴木加成太
鈴木 加成太（すずき かなた、1993年 -）は、日本の歌人。愛知県瀬戸市出身。

## 経歴・人物
愛知県立明和高等学校、大阪大学文学部日本文学国語学科卒業。大阪大学短歌会に所属し、3年次の2014年度には代表を務めた。2018年、大阪大学大学院文学研究科博士前期課程修了、専攻は日本近世文学。現在、国立国会図書館司書。短歌結社「かりん」所属。
2011年度『NHK短歌』大賞（坂井修一選）、2013年短歌連作50首「六畳の帆船」で第59回角川短歌賞佳作。2015年、投稿短歌連作50首「革靴とスニーカー」により第61回角川短歌賞を受賞。2023年、第一歌集『うすがみの銀河』で第67回現代歌人協会賞を受賞。

## 作品リスト

### 歌集
- 『歌集 うすがみの銀河』（KADOKAWA、2022年11月）ISBN 978-4-04-884502-1

### 商業誌掲載
短歌詠
- 「革靴とスニーカー」(50首+受賞のことば) - 『短歌』2015年11月号（KADOKAWA）
- 「十二色」(14首) - 『短歌』2017年5月号（KADOKAWA）
- 「ひぐらし水晶」(10首) - 『短歌』2020年10月号（KADOKAWA）
- 「星の井戸」(10首) - 『短歌』2021年11月号（KADOKAWA）

歌論など
- 「うたよみの水源――現代短歌の先駆者を辿る 第1回」 - 『短歌』2022年2月号（KADOKAWA）
- 「歌集歌書評・共選」 - 『短歌研究』2022年7月号 - 9月号（短歌研究社）連載
- 「短歌の流行と資本主義」 - 『短歌』2022年7月号（KADOKAWA）
- 「都市化と均一化の中で」 - 『短歌』2022年8月号（KADOKAWA）
- 「暴力への意識について」 - 『短歌』2022年9月号（KADOKAWA）
- 「詩情という嗜好品」 - 『短歌』2022年10月号（KADOKAWA）
- 「読むこと・残すこと」 - 『短歌』2022年11月号（KADOKAWA）
- 「歌と表現の基盤」 - 『短歌』2022年12月号（KADOKAWA）

### 学術論文
- 「黄表紙における徂徠学派「文人」意識の表出―前期・武家作者を中心に―」『語文』113号（大阪大学国語国文学会、2019年12月）
- 「荏土自慢名産杖―江戸名物のオールスター合戦―」『国立国会図書館月報』719号（2021年3月）
- 「新時代のビジュアルメディア・錦絵新聞」『国立国会図書館月報』745号（2023年5月）